# Savage (Megan Thee Stallion-kislemez)
A  Savage Megan Thee Stallion egyik dala. Először a Suga című középlemezének részeként jelent meg 2020. március 6-án, majd április 7-én kislemezként. A dalt Anthony White-tal, Bobby Session Jr.-ral és Akeasha Boodie-val írta, a producere J. White Did It volt. A dal a TikTok közösségi média platformon lett ismert egy táncnak köszönhetően.
A dal remixén közreműködött Beyoncé és 2020. április 29-én jelent meg kislemezként a Good News stúdióalbumról. A Savage Remix nagy sikernek örvendett, első helyet ért el a Billboard Hot 100-on, amellyel Megan The stallion első, Beyoncé tizenegyedik első helyezett dala lett. 2020 júliusának végére több, mint 3 millió példányt adtak el a kislemezből az Egyesült Államokban. A remix két díjat is elnyert a 63. Grammy-gálán, a Legjobb rap teljesítmény és a Legjobb rap dal kategóriákban, míg jelölve volt az Év felvétele díjra is.

## Felvételek
Eddie Hernandez (a dal hangmérnöke) elmondása szerint Megan Thee Stallion egy óra alatt készült el a dallal teljességében: "Miközben [J. White Did It] készítette a beatet, a lábdobot és a snare-t, Megan az alap vázára írta a dalt. Mikor [J. White Did It] elkészült a produceri munkával, elküldte nekem, Megan készen állt. A teljes dalt megírta ez alatt az idő alatt." White azt mondta, hogy az alap elkészítése "nem volt több, mint 10-15 perc". "Azonnal mondtam neki [Megan], 'Ez egy első helyezett felvétel lesz, figyeld meg.'"

## Díjak, jelölések
| Év   | Díjátadó                | Kategória         | Eredmény | For.  |
| ---- | ----------------------- | ----------------- | -------- | ----- |
| 2020 | MTV Video Music Awards  | Legjobb Hip-Hop   | Győztes  | [ 7 ] |
| 2020 | MTV Video Music Awards  | Az év dala        | Jelölve  | [ 7 ] |
| 2020 | People's Choice Awards  | 2020 dala         | Jelölve  | [ 8 ] |
| 2020 | Soul Train Music Awards | Rhythm & Bars díj | Győztes  | [ 9 ] |

## Slágerlisták

### Heti listák
| Slágerlista (2020)                   | Legmagasabb pozíció |
| ------------------------------------ | ------------------- |
| Argentína (Argentina Hot 100)        | 95                  |
| Ausztrália (ARIA)                    | 4                   |
| Ausztria (Ö3 Austria Top 40)         | 23                  |
| Kanada (Canadian Hot 100)            | 16                  |
| Csehország (Singles Digitál Top 100) | 20                  |
| Dánia (Tracklisten)                  | 16                  |
| Észtország (Eesti Tipp-40)           | 15                  |
| Franciaország (SNEP)                 | 26                  |
| Németország (Official German Charts) | 33                  |
| Global 200 (Billboard)               | 52                  |
| Magyarország (Stream Top 40)         | 8                   |
| Írország (IRMA)                      | 3                   |
| Olaszország (FIMI)                   | 42                  |
| Lettország (Latvijas Top 40)         | 36                  |
| Litvánia (AGATA)                     | 16                  |
| Hollandia (Single Top 100)           | 67                  |
| Új-Zéland (Recorded Music NZ)        | 12                  |
| Portugália (AFP)                     | 11                  |
| Románia (Airplay 100)                | 51                  |
| Skócia (OCC)                         | 12                  |
| Szingapúr (RIAS)                     | 26                  |
| Szlovákia (Singles Digitál Top 100)  | 20                  |
| Svádország (Sverigetopplistan)       | 16                  |
| Svájc (Schweizer Hitparade)          | 18                  |
| Brit kislemezlista (OCC)             | 3                   |
| Brit R&B-lista (OCC)                 | 14                  |
| US Billboard Hot 100                 | 4                   |
| US Hot R&B/Hip-Hop Songs (Billboard) | 4                   |
| US Mainstream Top 40 (Billboard)     | 8                   |
| US Rhythmic (Billboard)              | 1                   |
| US Rolling Stone Top 100             | 6                   |

### Év végi listák
| Slágerlista (2020)       | Pozíció |
| ------------------------ | ------- |
| Ausztrália (ARIA)        | 40      |
| Írország (IRMA)          | 35      |
| Brit kislemezlista (OCC) | 36      |

## Minősítések
| Régió                    | Minősítések | Pélfányszám |
| ------------------------ | ----------- | ----------- |
| Belgium (BEA)            | Arany       | 20,000      |
| Olaszország (FIMI)       | Arany       | 35,000      |
| Egyesült Királyság (BPI) | Platina     | 600,000     |
| Egyesült Államok (RIAA)  | Platina     | 1,000,000   |

## Beyoncé remix
2020. április 29-én megjelent a dal egy remixe Beyoncéval. Később szerepelt Megan Thee Stallion debütáló albumán, a Good News-on. A dal összes bevételét jótékony célra fordították, a houstoni Bread of Life szervezet kapta ennek nagy részét. A szervezet a Covid19-pandémia idején rászorulókon segített. Az adományokból hetente több, mint 14 tonna ételt és egyéb ellátmányokat tudtak eljuttatni több, mint 500 családnak és 100 nyugdíjas lakosnak.

### Év végi listák
| Publikáció           | Lista eredeti címe                                             | Helyezés      | For.   |
| -------------------- | -------------------------------------------------------------- | ------------- | ------ |
| Apple Music          | The 100 Best Songs of 2020                                     | Helyet kapott | [ 46 ] |
| Billboard            | The Top 100 Best Songs of 2020                                 | 3             | [ 47 ] |
| The Citizen          | The Best Songs of 2020                                         | Helyet kapott | [ 48 ] |
| Complex              | The Best Songs of 2020                                         | 2             | [ 49 ] |
| Consequence of Sound | Top 50 Songs of 2020                                           | 8             | [ 50 ] |
| Crack Magazine       | The Top 25 Tracks of the Year                                  | 1             | [ 51 ] |
| The Current          | Jay Gabler's Top 10 Songs of 2020                              | Helyet kapott | [ 52 ] |
| E! News              | The 20 Best Songs of 2020                                      | Helyet kapott | [ 53 ] |
| The Fader            | The 100 Best Songs of 2020                                     | 3             | [ 54 ] |
| The Guardian         | The 20 Best Songs of 2020                                      | 4             | [ 55 ] |
| Glamour              | The Best Songs of 2020                                         | Helyet kapott | [ 56 ] |
| HipHopDX             | The Best Rap Songs of 2020                                     | Helyet kapott | [ 57 ] |
| Idolator             | The 100 Best Pop Songs of 2020                                 | 1             | [ 58 ] |
| Idolator             | The 15 Best Remixes of 2020                                    | 1             | [ 59 ] |
| iHeartRadio          | The 30 Songs That Made Us Feel Something In 2020               | 11            | [ 60 ] |
| Insider              | The 30 Best Songs of 2020                                      | 2             | [ 61 ] |
| Los Angeles Times    | The 50 Best Songs of 2020                                      | Helyet kapott | [ 62 ] |
| The New York Times   | Lindsey Zoladz's Best Songs of 2020                            | 1             | [ 63 ] |
| The New York Times   | Jon Caramanica's Best Songs of 2020                            | 7             | [ 63 ] |
| NME                  | The 50 Best Songs of 2020                                      | Helyet kapott | [ 64 ] |
| NPR                  | NPR's 100 Best Songs of 2020                                   | 3             | [ 65 ] |
| Pitchfork            | The 100 Best Songs of 2020                                     | 4             | [ 66 ] |
| Pitchfork            | The 36 Best Rap Songs of 2020                                  | Helyet kapott | [ 67 ] |
| The Plain Dealer     | The Best Songs of 2020                                         | 14            | [ 68 ] |
| Refinery29           | The Best Songs of 2020                                         | Helyet kapott | [ 69 ] |
| The Ringer           | The Best Songs of 2020                                         | 1             | [ 70 ] |
| Rolling Stone        | The 50 Best Songs of 2020                                      | 12            | [ 71 ] |
| Rolling Stone        | Rob Sheffield's Top 25 Songs of 2020                           | 5             | [ 72 ] |
| Rolling Stone        | The Best Pop Collaborations of 2020                            | Helyet kapott | [ 73 ] |
| Shondaland           | The Best Music of 2020                                         | Helyet kapott | [ 74 ] |
| Slate                | The Best Songs of 2020                                         | 1             | [ 75 ] |
| Spotify              | RapCaviar Presents... Best Hip-Hop Songs of 2020               | 8             | [ 76 ] |
| Stereogum            | The Top 40 Pop Songs Of 2020                                   | 7             | [ 77 ] |
| Tampa Bay Times      | The 30 Best Songs of 2020                                      | 6             | [ 78 ] |
| Thrillist            | The Best Songs of 2020                                         | Helyet kapott | [ 79 ] |
| Time                 | The Best Songs of 2020                                         | Helyet kapott | [ 80 ] |
| Uproxx               | The 50 Best Songs of 2020                                      | 4             | [ 81 ] |
| Uproxx               | The 2020 Uproxx Music Critics Poll: The Best Songs Of The Year | 4             | [ 82 ] |
| Vulture              | The Best Songs of 2020                                         | 3             | [ 83 ] |
| XXL                  | The Best Hip-Hop Songs of 2020                                 | Helyet kapott | [ 84 ] |

### Hatása
Houston polgármestere Sylvester Turner bejelentette, hogy Megan és Beyoncé is meg fogja kapni saját napját Houstonban, tekintve, hogy hozzájárulnak az ott élő közösségeket segítéséhez. A jótékony célra az első 24 órában több, mint 500-an adományoztak. 2020 májusáig fél millió dollárnyi adományt gyűjtöttek össze.
A dal kiadása után az OnlyFans nevű szolgáltatás, amelyet Beyoncé említette a dalban, látogatottsága megemelkedett 15%-kal. A platform sokaknak egyetlen bevételi forrása lett a Covid19-pandémia miatt bekövetkezett gazdasági válság idején.
Caitlin Kelley (Forbes) azt írta, hogy ez a dal a "Tik Tok remixek hajnala" és "megerősítette az alkalmazás befolyását a slágerlistákon."

### Díjak és jelölések
| Év   | Díjak                  | Kategória                                              | Eredmény    | For.   |
| ---- | ---------------------- | ------------------------------------------------------ | ----------- | ------ |
| 2020 | BET Hip Hop Awards     | Song of the Year                                       | Jelölve     | [ 93 ] |
| 2020 | BET Hip Hop Awards     | Best Collaboration                                     | Győztes     | [ 93 ] |
| 2020 | BET Hip Hop Awards     | Sweet 16: Best Featured Verse                          | Győztes     | [ 93 ] |
| 2020 | American Music Awards  | Collaboration of the Year                              | Jelölve     | [ 94 ] |
| 2020 | HipHopDx Awards        | Best Hip Hop Collab of 2020                            | Folyamatban | [ 95 ] |
| 2020 | HipHopDx Awards        | Best Rap Verse of 2020                                 | Folyamatban | [ 95 ] |
| 2020 | MTV Video Music Awards | Song of Summer                                         | Jelölve     | [ 96 ] |
| 2020 | People's Choice Awards | Collaboration Song of 2020                             | Jelölve     | [ 8 ]  |
| 2021 | Grammy-díj             | Az év felvétele                                        | Jelölve     | [ 97 ] |
| 2021 | Grammy-díj             | Legjobb rap teljesítmény                               | Győztes     | [ 97 ] |
| 2021 | Grammy-díj             | Legjobb rap dal                                        | Győztes     | [ 97 ] |
| 2021 | NAACP Image Awards     | Outstanding Duo, Group or Collaboration (Contemporary) | Folyamatban | [ 98 ] |
| 2021 | NAACP Image Awards     | Outstanding Hip Hop/Rap Song                           | Folyamatban | [ 98 ] |

### Slágerlisták

#### Heti slágerlisták
| Slágerlista (2020)                    | Legmagasabb pozíció |
| ------------------------------------- | ------------------- |
| Global 200 (Billboard)                | 52                  |
| Argentína (Argentina Hot 100)         | 58                  |
| Belgium (Ultratop 50 Flanders)        | 35                  |
| Belgium (Ultratop 50 Wallonia)        | 50                  |
| Kanada (Canadian Hot 100)             | 9                   |
| Euro Digital Song Sales (Billboard)   | 20                  |
| Global Excl. US (Billboard)           | 117                 |
| Olaszország (FIMI)                    | 28                  |
| Litvánia (AGATA)                      | 18                  |
| Hollandia (Single Top 100)            | 28                  |
| Új-Zéland (Recorded Music NZ)         | 2                   |
| Norvégia (VG-lista)                   | 17                  |
| Szingapúr (RIAS)                      | 28                  |
| US Billboard Hot 100                  | 1                   |
| US Adult Top 40 (Billboard)           | 38                  |
| US Dance/Mix Show Airplay (Billboard) | 6                   |
| US Hot R&B/Hip-Hop Songs (Billboard)  | 1                   |
| US Mainstream Top 40 (Billboard)      | 7                   |
| US Rhythmic (Billboard)               | 1                   |
| US Rolling Stone Top 100              | 1                   |

#### Év végi slágerlisták
| Év   | Slágerlista                           | Pozíció |
| ---- | ------------------------------------- | ------- |
| 2020 | Kanada (Canadian Hot 100)             | 43      |
| 2020 | Új-Zéland (Recorded Music NZ)         | 34      |
| 2020 | US Billboard Hot 100                  | 15      |
| 2020 | US Dance/Mix Show Airplay (Billboard) | 30      |
| 2020 | US Hot R&B/Hip-Hop Songs (Billboard)  | 7       |
| 2020 | US Mainstream Top 40 (Billboard)      | 29      |
| 2020 | US Rhythmic (Billboard)               | 7       |

### Minősítések
| Régió                  | Minősítések | Példányszám |
| ---------------------- | ----------- | ----------- |
| Dánia (IFPI Denmark)   | Arany       | 45,000      |
| Új-Zéland (RMNZ)       | Platina     | 30,000      |
| Norvégia (IFPI Norway) | Arany       | 30,000      |